# Heh
Heh, auch Huh oder gelegentlich Hah, ist eine Altägyptische Gottheit, die der Achtheit von Hermopolis zugerechnet wurde. Sie versinnbildlicht die räumliche wie zeitliche Endlosigkeit. Insofern war der Gott auch Inbegriff für die Erdatmosphäre (Luft) und galt auch als Träger des Himmelszeltes.
In dieser Rolle konnte er sowohl Gegenstück als auch Erscheinungsform des Gottes Schu sein. Häufig wird Heh seiner Personifikation wegen kniend und mit erhobenen Händen abgebildet. Zudem steht sein Bild in der Schrift auch als Zahlwort für „eine Million“ und hier ebenfalls als Metapher für die Endlosigkeit der Zahlen.
Gattin des Heh ist Hehet. Beide gehören zur Achtheit von Hermopolis, die die Kosmogonie vor der Entstehung der Welt repräsentiert.

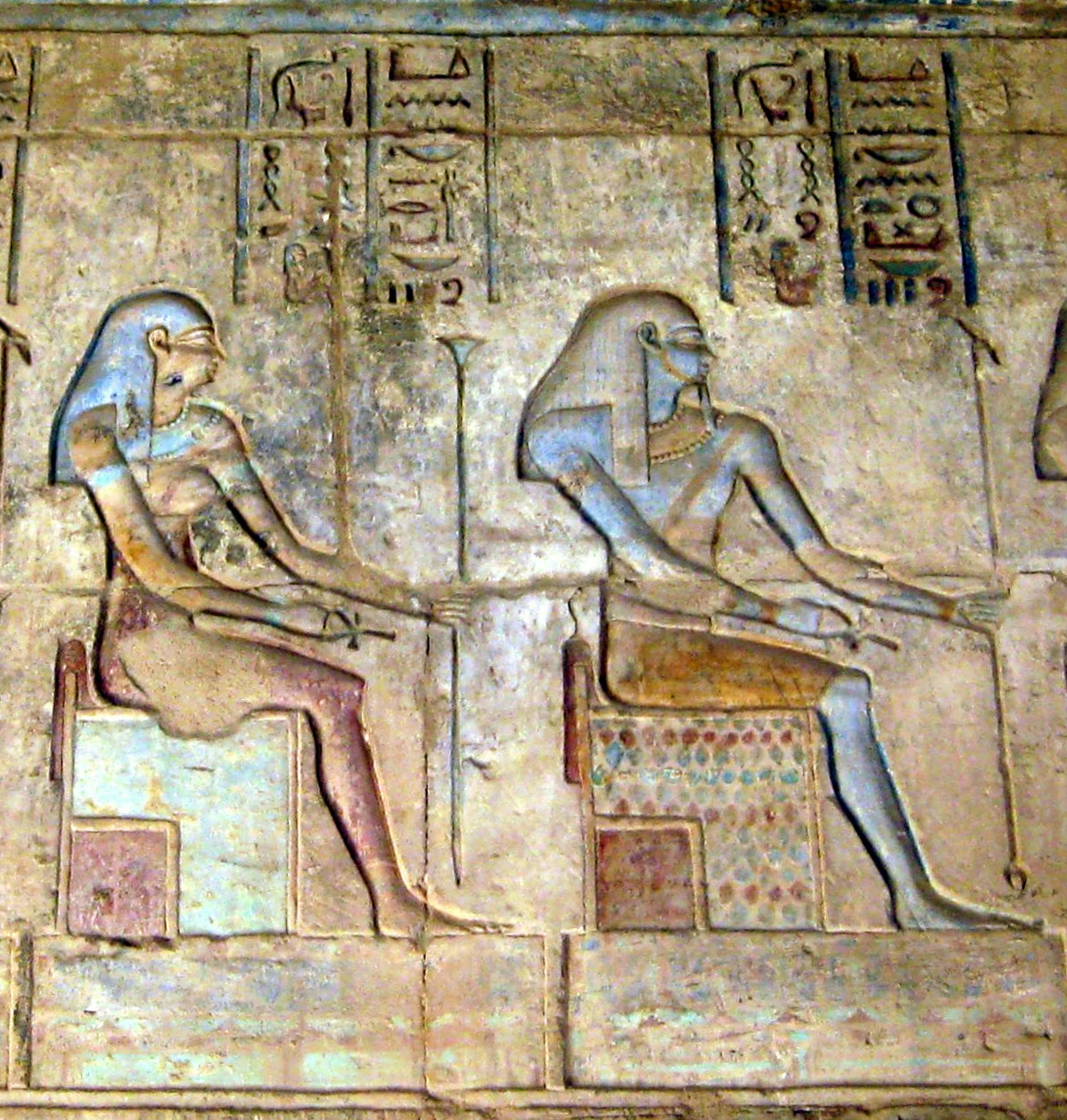
Heh und Hehet
Heh als unendliches Wasser des Chaos
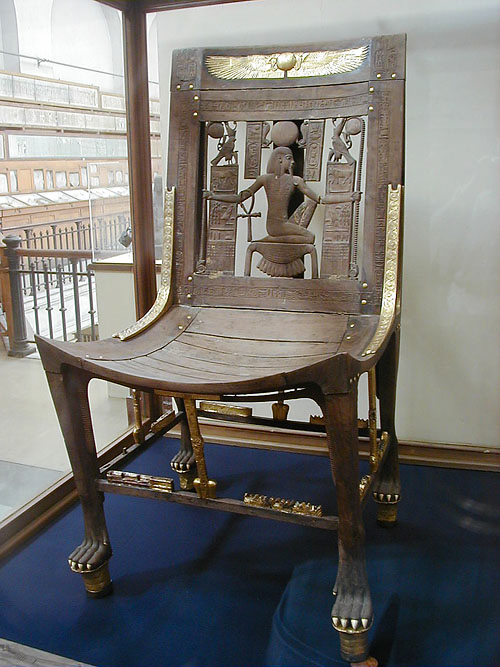
Stuhl mit dem Gott Heh (Grab des Tutanchamun)